# Municipio de Grant (condado de Sedgwick)
El municipio de Grant (en inglés: Grant Township) es un municipio ubicado en el condado de Sedgwick en el estado estadounidense de Kansas. En el año 2010 tenía una población de 4973 habitantes y una densidad poblacional de 53,45 personas por km².

## Geografía
El municipio de Grant se encuentra ubicado en las coordenadas 37°52′21″N 97°18′55″O / 37.87250, -97.31528. Según la Oficina del Censo de los Estados Unidos, el municipio tiene una superficie total de 93.04 km², de la cual 92.54 km² corresponden a tierra firme y (0.54%) 0.5 km² es agua.

## Demografía
Según el censo de 2010, había 4973 personas residiendo en el municipio de Grant. La densidad de población era de 53,45 hab./km². De los 4973 habitantes, el municipio de Grant estaba compuesto por el 94.25% blancos, el 1.01% eran afroamericanos, el 0.99% eran amerindios, el 1.19% eran asiáticos, el 0.02% eran isleños del Pacífico, el 0.68% eran de otras razas y el 1.87% pertenecían a dos o más razas. Del total de la población el 3.24% eran hispanos o latinos de cualquier raza.